# Mitchell Watt
Mitchell Watt, född den 25 mars 1988 i Bendigo, är en australisk friidrottare som tävlar i längdhopp. Han innehar världsdelen Oceaniens rekord i längdhopp med de 8,54 m han hoppade vid DN-galan på Stockholms stadion den 29 juli 2011. Han hoppade över 8,40 vid ytterligare tre tillfällen under 2011. 
Watt slog igenom redan som 21-åring 2009 då han hoppade 8,43 m vid en tävling i Réthimno. Samma år deltog han sin första internationella mästerskapsfinal som senior vid VM-finalen 2009 i Berlin där han hoppade 8,37 vilket räckte till brons efter Dwight Phillips, USA och Godfrey Khotso Mokoena, Sydafrika. Han var den första australiensiska medaljören i längdhopp någonsin vid ett friidrotts-VM. Han var också den yngste australiske friidrottsmedaljören vid ett VM. År 2010 fick Watt en ny bronsmedalj, denna gång vid inomhus-VM i Doha. Året därpå, vid friidrotts-VM i Daegu, Sydkorea, tog Mitchell Watt silver med ett hopp på 8,33 m efter den då 34-årige amerikanen Dwight Phillips, som hoppade 8,45 m i finalen den 2 september.
Inför OS i London 2012 hade Phillips slutat och Watt var favorit före britten Greg Rutherford. Den senare hade dock hoppat bättre än Watt under säsongen före OS.

## Personliga rekord
- Längdhopp - 8,54 meter DN-Galan, Stockholms stadion 29 juli 2011.